# عزلة السعيدية (البيضاء)

تعديل مصدري - تعديل

عزلة السعيدية هي إحدى عزل مديرية الطفة في محافظة البيضاء اليمنية ويبلغ تعداد سكانها 1251 نسمة حسب التعداد السكاني في اليمن لعام 2004.

## روابط خارجية
- الجهاز المركزي للإحصاء بالجمهورية اليمنية
- المركز الوطني للمعلومات باليمن
- World Gazetteer:Yemen
- الدليل الشامل